# エド・バトラー
エドワード・「エド」・アダム・バトラー（英語: Edward "Ed" Adam Butler, CBE, DSO 1962年2月27日- ）は、イギリスの退役軍人。最終階級は陸軍准将。

## 略歴
政治家アダム・バトラーを父に、保守党の重鎮リチャード・「ラブ」・バトラーを祖父に持つ。イートン校を経てエクセター大学を卒業。1984年8月に少尉に任官されロイヤル・グリーンジャケッツ連隊に入隊。北アイルランド、ユーゴスラビア、シエラレオネでの勇戦で勲功を挙げた。
2001年に第22特殊空挺連隊長、2004年に第16空中強襲旅団長となる。2006年には一時アフガニスタン派遣のヘルマンド任務部隊の司令官を兼任した。その後常設統合司令部の統合軍作戦部長（Chief, Joint Force Operations）を務めたが、2008年12月、家庭の事情を理由に退役。
退役後は顧問企業やコンサルティング企業の重職を務めている。
家族は妻との間に2子。